# Pedro José Cevallos Salvador

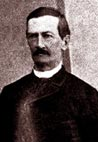
Pedro José Cevallos Salvador

Pedro José Cevallos Salvador (Quito, 1830 - 1892) was een Ecuadoraans politicus.
Pedro José Cevallos studeerde rechten en was onder andere secretaris van het hooggerechtshof van Quito. Van 1 juli tot 17 augustus 1888 was hij president van Ecuador. Hij was van april tot augustus 1891 minister van Onderwijs, Binnenlandse Zaken en Buitenlandse Zaken onder president Antonio Flores Jijón. Hij was net als Flores lid van de Partido Progresista. Vlak voor zijn dood werd hij lid van de Ecuadoraanse Academie van Letterkunde.